# Schlebacher Bach
Der Schlebacher Bach ist ein Bach und orographisch rechter Zufluss des Stiefelsbachs auf der Gemarkung der Stadt Rheinbach im nordrhein-westfälischen Rhein-Sieg-Kreis.

## Geographie

### Verlauf
Die Quelle liegt östlich des Rheinbacher Wohnplatzes Krahforst im Naturschutzgebiet Stiefelsbach und Zuflüsse. Von dort fließt er zunächst in nordnordöstlicher Richtung südlich am Rheinbacher Wohnplatz Scherbach vorbei. Anschließend schwenkt er in nordöstlicher Richtung und verläuft südlich des Wohnplatzes Groß-Schlebach und anschließend nördlich des Wohnplatzes Klein-Schlebach in den Rheinbacher Wald. Dort entwässert er nördlich des Katharinenweihers in den Stiefelsbach.

### Einzugsgebiet
Das 1,608 km² große Einzugsgebiet des Schlebacher Bachs wird durch ihn über den Stiefelsbach, den Eulenbach, die Swist, die Erft und den Rhein zur Nordsee entwässert.